# A級ツイントーナメント
A級ツイントーナメント（Aきゅうツイントーナメント）は競輪の勝ち上がり方式の一つである。
2004年の7月から函館・京王閣・松戸・花月園・川崎・平塚・四日市・奈良・小倉の9場で行われ、2005年の2月からは観音寺でも開催され全10場で開催されていた。
1日目は予選全10レースを前半・後半5レースに分けて行い、2日目は3R～5Rまでが前半の準決勝、8R～10Rまでが後半の準決勝となり、そして3日目の7Rおよび10Rにそれぞれの決勝を行っていた。
一般開催の中心となっているA級選手の優勝機会を増やし開催の盛り上げを図って行なわれていたが、レースにおいて選手同士の実力が離れたメンバーとなってしまうことが多かったためファンの関心を得ることはできなかった。
同年7月から花月園、平塚、奈良、観音寺で12月まで継続されていたが、同年限りで全て終了している。
その後開始されたガールズケイリンにおいては、2025年現在一部の開催において、2レース制のトーナメントを2つ同時に開催する「ガールズWトーナメント」が実施されているほか、GIオールガールズクラシック開催日には、その前半レースとして3つのトーナメントを並列して実施している。